# Lai Khê (xã)
Lai Khê là một xã thuộc thành phố Hải Phòng, Việt Nam.

## Địa lý
Xã Lai Khê có diện tích 30.07 km², dân số năm 2022 là 42875 người, mật độ dân số đạt 1425 người/km².

## Lịch sử
Ngày 16 tháng 6 năm 2025, Ủy ban Thường vụ Quốc hội ban hành Nghị quyết số 1669/NQ-UBTVQH15 về việc sắp xếp đơn vị hành chính cấp xã của thành phố Hải Phòng (nghị quyết có hiệu lực từ ngày 1 tháng 7 năm 2025). Theo đó, thành lập xã Lai Khê thuộc thành phố Hải Phòng.
Xã Lai Khê có 30.07 km² diện tích tự nhiên và quy mô dân số là 42.875 người.